# Batalla de Nantes
La Batalla de Nantes fue un enfrentamiento militar librado el 29 de junio de 1793 en el contexto de la Guerra de la Vendée, parte de la más amplia Revolución francesa, entre las fuerzas monárquicas al mando de Jacques Cathelineau y los republicanos dirigidos por Jean Baptiste Camille de Canclaux. La batalla se considera un momento crucial para el posterior desarrollo de la guerra y hasta la misma revolución.

## Antecedentes
Inicialmente, los campesinos del occidente francés se mostraron esperanzados por las promesas de cambios políticos, sociales y económicos que preconizaba la revolución en 1789, sin embargo, esas ilusiones empezaron a desvanecerse con el aumento a los impuestos decretado dos años después. Para aumentar más su descontento, la Constitución Civil del Clero significó una violación de las convicciones religiosas de sus habitantes y el fin de muchos servicios sociales que la Iglesia prestaba a los más pobres. La frustración surge también de la inequidad en la distribución de los bienes nacionales. A finales de 1791 e inicios de 1792 ocurren los primeros enfrentamientos, presagios de la venidera guerra civil.
En marzo de 1792 Francia declara la guerra al Archiducado de Austria y en septiembre se convierte en República, un día después de la batalla de Valmy. El rey Luis XVI fue guillotinado el 21 de enero de 1793, aumentando el número de países en guerra con el gobierno de los girondinos, formándose la Primera Coalición. Para reemplazar las bajas y deserciones entre los voluntarios del ejército republicano se impuso el servicio militar obligatorio, por decreto, un sorteo elegiría 300.000 hombres para ir al frente en marzo. Esto provoca protestas en varias regiones, y en la Vandea empieza una revuelta. La negativa a la conscripción se añade a las tensiones surgidas desde 1791 y la incomprensión por la ejecución del monarca. Los campesinos de la Vandea y Bretaña se ponen bajo el mando de oficiales realistas, en parte nobles. Los republicanos de los pueblos alrededor de Nantes deben refugiarse en la ciudad para evitar ser asesinados, como el alcalde de La Chapelle-Heulin y 14 sacerdotes juramentados a la Constitución Civil del Clero, algunos son mutilados por los insurgentes.
Nantes era una ciudad próspera y enriquecida por el comercio marítimo, incluido el comercio de esclavos. La burguesía urbana dominante había adoptado las ideas revolucionarias. El contraste era la campiña de alrededor, sumida en la pobreza. Como esta riqueza no se distribuye de manera uniforme, los pobres urbanos tienden a apoyar a los revolucionarios más radicales a diferencia del campesinado.
La ciudad, con 80.000 habitantes, entonces séptima de Francia en población, representaba un objetivo estratégico para los monárquicos. Era un importante cruce de caminos, punto de control del Loira y tenía un importante puerto en su estuario que daba al mar. El control del sitio podría permitir a los vandeanos recibir ayuda externa desde el Atlántico. Además, los realistas no tenían ninguna capital y Nantes podía cumplir con tal propósito.

## Combate

### Preparativos
El 20 de junio, los jefes realistas se reúnen en Angers para establecer su plan de acción. La Charette y Lyrot están ausentes, pero gracias a Lescure saben del plan de atacar la ciudad por el sur, hacia el puente de Pirmil, y lo apoyan. El comando del ejército realista les envía un ultimátum a los republicanos atrincherados en Nantes y reanuda su avance sobre la ciudad. Ancenis es tomada el 24 de junio y se reúne un nuevo consejo, en este Cathelineau es nombrado generalísimo del ejército. El asalto a la cité des ducs de Bretagne, «ciudad de los duques de Bretaña», empieza el 29 a las dos de la mañana. Las fortificaciones de la ciudad habían sido desmanteladas entre 1760 y 1780, así que se decidió atacar por varios lugares. La Charette y Lyrot atacarían desde el sur con 20.000 hombres el mencionado puente que cruzaba el Loira, cada uno a un lado del Sèvre Nantaise. En el norte, el ejército realista se divide en dos a lo largo del Loira. Un contingente debía atacar el camp de Saint-Georges, «campo de San Jorge», donde se concentraban los defensores, mientras Cathelineau cruzaría la Erdre hacia Nort-sur-Erdre para después avanzar sobre la ciudad por los caminos que la conectaban con Vannes y Rennes. Las tropas del norte se concentran en Oudon el 27 de junio.

### La batalla
El mismo día, 4.000 vandeanos con Cathelineau y Elbeé a la cabeza alcanzan el puente de Nort-sur-Erdre. La posición está en manos de 600 republicanos a cargo de Aimade Joseph Meuris. La lucha es en primer lugar un enfrentamiento de artillería, a continuación, los soldados empiezan a intercambiar fuego, cada bando a un lado del río. La precisión de las armas de los republicanos obliga a los vandeanos a retirarse y la profundidad del río les impide el cruce. Durante la noche, el descubrimiento de un vado tres kilómetros río arriba permitió a los realistas atacar a los republicanos por la espalda. El batallón republicano, tras sufrir 20 muertos y 90 heridos, huye en desorden a Nantes. Se salva de ser aplastado por la llegada de los batallones 11º y 13º de voluntarios nacionales, pudiendo llegar a la ciudad.
Esta lucha a treinta kilómetros de la ciudad retrasa a Cathelineau y cuando La Charette ordena cañonear las posiciones republicanas en el castillo de Pirmil, que controla el paso al puente homónimo, a las dos de la madrugada según estaba previsto, no hubo un asalto simultáneo por el norte. Lyrot consiguió avanzar bien a lo largo del Sèvre, pero recién a las seis de la mañana los vandeanos consiguen atacar por el norte y el este. Identifican el puesto de observación en la torre de la catedral de Nantes, e intentan confluir ahí cerca de las siete horas.
En el sur, como bien se había preparado y previsto el mando republicano, las defensas son inexpugnables; en el norte se decidirá el destino de Nantes. Mientras el destacamento de Cathelineau lucha en el camino que lleva hacia París, la mayoría de los vandeanos combate en las rutas que conectan con Vannes y Rennes.
La artillería de los monárquicos se instala junto al camino a Rennes y bombardea la plaza Port-Communeau y el Hotel de la prefectura de Loira Atlántico. Los puestos fortificados republicanos de Bel-Air, Hauts-Pavés y Miséricorde resisten el asalto de Cathelineau. En el este, las tropas de Bonchamps se detienen ante las tropas republicanas y dos jefes vandeanos, Fleuriot y Mesnard, quedan fueran de combate, debiendo suplirlos D'Autichamp. Al mediodía el ataque está detenido. El asalto por el camino de Rennes no resulta decisivo, así que Cathelineau decide atacar por el camino de Vannes, donde la línea republicana se ha estirado para ayudar otros puntos y es vulnerable. El generalísimo decide encabezar el mismo la carga. Por último, consiguen romper la línea, pero los republicanos se retiran en orden y siguen resistiendo. El cementerio Miséricorde, a lo largo de la ruta Hauts-Pavés, también cae en poder realista. Los monárquicos llegan a la plaza Viarme. El asalto les cuesta muchas vidas a los atacantes. En la plaza, Cathelineau es gravemente herido. El empuje de los republicanos detiene a los vandeanos y estos se repliegan, comenzando su retirada.
El número total de muertos fue establecido después de la batalla pero el documento oficial no se ha conservado. Los historiadores tienden a estar de acuerdo, alrededor de 300 republicanos y 1.500 realistas muertos. La cantidad de cadáveres abandonados en la ciudad genera un problema de salubridad y el 8 de julio el departamento de gestión ordena enterrar todos los cuerpos fuera Nantes. Grande es también el número de heridos.

## Consecuencias
Para los republicanos la batalla no fue una victoria decisiva. El asalto había sido rechazado pero Nantes seguía en estado de sitio, con los campos circundantes bajo poder realista, con las tropas movilizadas y bajo el miedo de sufrir un nuevo ataque. Canclaux lanzaría el 1 de julio una serie de incursiones en las afueras de la ciudad para aliviar la presión.
Para los vandeanos la herida de Cathelineau si es un punto culminante. Su herida usualmente es presentada como el golpe de gracia que sentencio su asalto al fracaso, pero los medios de comunicación eran tan malos que sólo los combatientes alrededor de él supieron inmediatamente de su situación. Pero si se había rumoreado desde primeras horas que había muerto, lo que descabezo y por tanto, desorganizo a los monárquicos. Sin embargo, Cathelineau murió recién el 14 de julio.
La búsqueda de un puerto desde donde recibir ayuda siguió siendo un problema insoluto para los vandeanos. Rápidamente los republicanos procuraron reforzar las defensas de Nantes con el Ejército de Maguncia. Los realistas realizaran finalmente el Giro de la Galerna, una desastrosa campaña al norte del Loira que acabará en la derrota de Savenay. En resultado de la batalla resultaría decisivo para la derrota de los vandeanos.
Como parte de la oposición entre montañeses y girondinos, la victoria favoreció a los girondinos y pospuso su enfrentamiento final. Los líderes de Nantes, incluidos Baco y Beysser, eran de ideas federalistas e incluso planean marchar sobre París. Sólo después de las victorias vandeanas en Torfou y Montaigu, en septiembre de ese año, es que Canclaux, Baco y Beysser son eliminados. Jean-Baptiste Carrier asume como jefe de la ciudad, imponiendo El Terror contra los opositores políticos, incluyendo sacerdotes y vandeanos que apoyan la rebelión.